# Rimae Plinius
Rimae Plinius – grupa rowów  na powierzchni Księżyca o średnicy około 124 km. Znajduje się pomiędzy Mare Tranquillitatis a Mare Serenitatis na współrzędnych selenograficznych ☾ 17,9°N 23,6°E/17,900000 23,600000. Nazwa tego systemu kanałów została nadana w 1964 roku przez Międzynarodową Unię Astronomiczną i pochodzi od pobliskiego krateru Plinius.